# Mistrovství Evropy v ledním hokeji 1922
7. Mistrovství Evropy v ledním hokeji se konalo od 14. do 16. února ve Svatém Mořici ve Švýcarsku. Hrálo se za účasti tří mužstev jednokolovým systémem každý s každým. Třetí titul mistra Evropy zde pro sebe získali hokejisté Československa, kteří navazovali na předválečnou účast hokejového mužstva Čech na tomto turnaji. Pohár tehdejší LIHG přešel tak do trvalého držení Československého hokejového svazu.

## Průběh
Na turnaj opět nedorazila řada týmů, protože byla vyžadována účast hokejistů se státní příslušností k zemi, kterou reprezentovali. Vůči předchozímu roku se tak navíc zúčastnili turnaje pouze hokejisté domácího Švýcarska. Těm se však před vlastním publikem vůbec nedařilo a o titul tedy hráli českoslovenští hráči opět s hokejisty Švédska. Československá reprezentace obhájce titulu porazila po jasné převaze pouze těsně, když vítěznou branku vstřelil Káďa. Hrací doba byla 2x20 minut.

## Výsledky a tabulka
|    |           | TCH | SWE | SUI | V | R | P | Skóre | B |
| 1. | ČSR       | *** | 3:2 | 8:1 | 2 | 0 | 0 | 11:3  | 4 |
| 2. | Švédsko   | 2:3 | *** | 7:0 | 1 | 0 | 1 | 9:3   | 2 |
| 3. | Švýcarsko | 1:8 | 0:7 | *** | 0 | 0 | 2 | 1:15  | 0 |

 Československo –  Švýcarsko 8:1 (4:1, 4:0)
14. února 1922 (14:35) – Svatý Mořic

Branky a nahrávky Československa: 4. Karel Pešek, 7. Jaroslav Jirkovský, 16. Josef Šroubek, 18. Jaroslav Jirkovský (Karel Pešek), 21. Valentin Loos, 22. Karel Pešek, 26. Jaroslav Jirkovský, 34. Jaroslav Jirkovský.

Branky a nahrávky Švýcarska: 9. Munrezzan Andreossi (Giannin Andreossi).

Rozhodčí: Edward Pitblado (CAN)

Vyloučení: 1:1 (na 1. minutu)
ČSR: Jaroslav Pospíšil – Karel Pešek, Otakar Vindyš (20. - 24. Jaroslav Hamáček) – Valentin Loos (12. - 13. Karel Hartmann, Josef Šroubek, Jaroslav Jirkovský (35. - 37. Karel Hartmann).
Švýcarsko: Zacharias Andreossi – Ernest Mottier, Marius Jaccard – Munrezzan Andreossi, Donald Unger (30. -35. Walter von Siebenthal), Giannin Andreossi - Hans Koch.
 Švédsko -  Švýcarsko 7:0 (4:0, 3:0)
15. února 1922 (15:30) – Svatý Mořic

Branky a nahrávky Švédska: Georg Johansson-Brandius 3, Nils Molander 2, Erik Burman, Birger Holmquist.

Rozhodčí: Karel Hartmann (TCH)
Švédsko: Einar Olsson - Einar Lundell, Einar Svensson - Georg Johansson-Brandius, Erik Burman, Nils Molander - Birger Holmquist.
Švýcarsko: Zacharias Andreossi – Ernest Mottier, Marius Jaccard – Munrezzan Andreossi, Donald Unger (30. -35. Walter von Siebenthal), Giannin Andreossi - Hans Koch.
 Československo –  Švédsko 	3:2 (2:0, 1:2)
16. února 1922 (11:30) – Svatý Mořic

Branky a nahrávky Československa: 7. Jaroslav Jirkovský, 12. Jaroslav Jirkovský (Karel Pešek), 24. Karel Pešek.

Branky Švédska: 38. Erik Burman, 39. Erik Burman.

Rozhodčí: Edward Pitblado (CAN)
ČSR: Jaroslav Pospíšil – Karel Pešek, Otakar Vindyš – Valentin Loos, Josef Šroubek, Jaroslav Jirkovský - Miloslav Fleischmann, Jaroslav Hamáček.
Švédsko: Einar Olsson - Einar Lundell, Erik Burman - Einar Svensson, Nils Molander, Georg Johansson-Brandius - Birger Holmquist.

## Soupisky
1.  Československo

Brankáři: Jaroslav Pospíšil, Jaroslav Řezáč.

Obránci: Karel Pešek, Otakar Vindyš, Jaroslav Hamáček.

Útočníci: Josef Šroubek, Jaroslav Jirkovský, Valentin Loos, Karel Hartmann, Josef Maleček, Miloslav Fleischmann.
2.  Švédsko

Brankáři: Einar Olsson, Carl Josefsson.

Obránci: Einar Lundell, Einar Svensson.

Útočníci: Erik Burman, Georg Johansson-Brandius, Birger Holmquist, Nils Molander, Ragnar Tidqvist, Rudolf Kock, Gunnar Galin.
3.  Švýcarsko

Brankář: Zacharias Andreossi.

Obránci: Marius Jaccard, Ernest Mottier.

Útočníci: Giannin Andreossi, Munrezzan Andreossi, Hans Koch, Michel Savoie, Donald Unger, Walter von Siebenthal.